# Cavasteron
Cavasteron là một chi nhện trong họ Zodariidae.

## Các loài
Các loài trong chi này gồm:
- Cavasteron agelenoides Baehr & Jocqué, 2000
- Cavasteron atriceps Baehr & Jocqué, 2000
- Cavasteron crassicalcar Baehr & Jocqué, 2000
- Cavasteron exquisitum Baehr & Jocqué, 2000
- Cavasteron guttulatum Baehr & Jocqué, 2000
- Cavasteron index Baehr & Jocqué, 2000
- Cavasteron lacertae Baehr & Jocqué, 2000
- Cavasteron margaretae Baehr & Jocqué, 2000
- Cavasteron martini Baehr & Jocqué, 2000
- Cavasteron mjoebergi Baehr & Jocqué, 2000
- Cavasteron tenuicalcar Baehr & Jocqué, 2000
- Cavasteron triunguis Baehr & Jocqué, 2000